# رودخانه ریوس
رودخانه ریوس (به لاتین: Reuss) یک رود در سوئیس است که در کانتون آوری واقع شده‌ است.